# Syconycteris carolinae
Syconycteris carolinae là một loài động vật có vú trong họ Dơi quạ, bộ Dơi. Loài này được Rozendaal mô tả năm 1984.